# Alphonse Balat

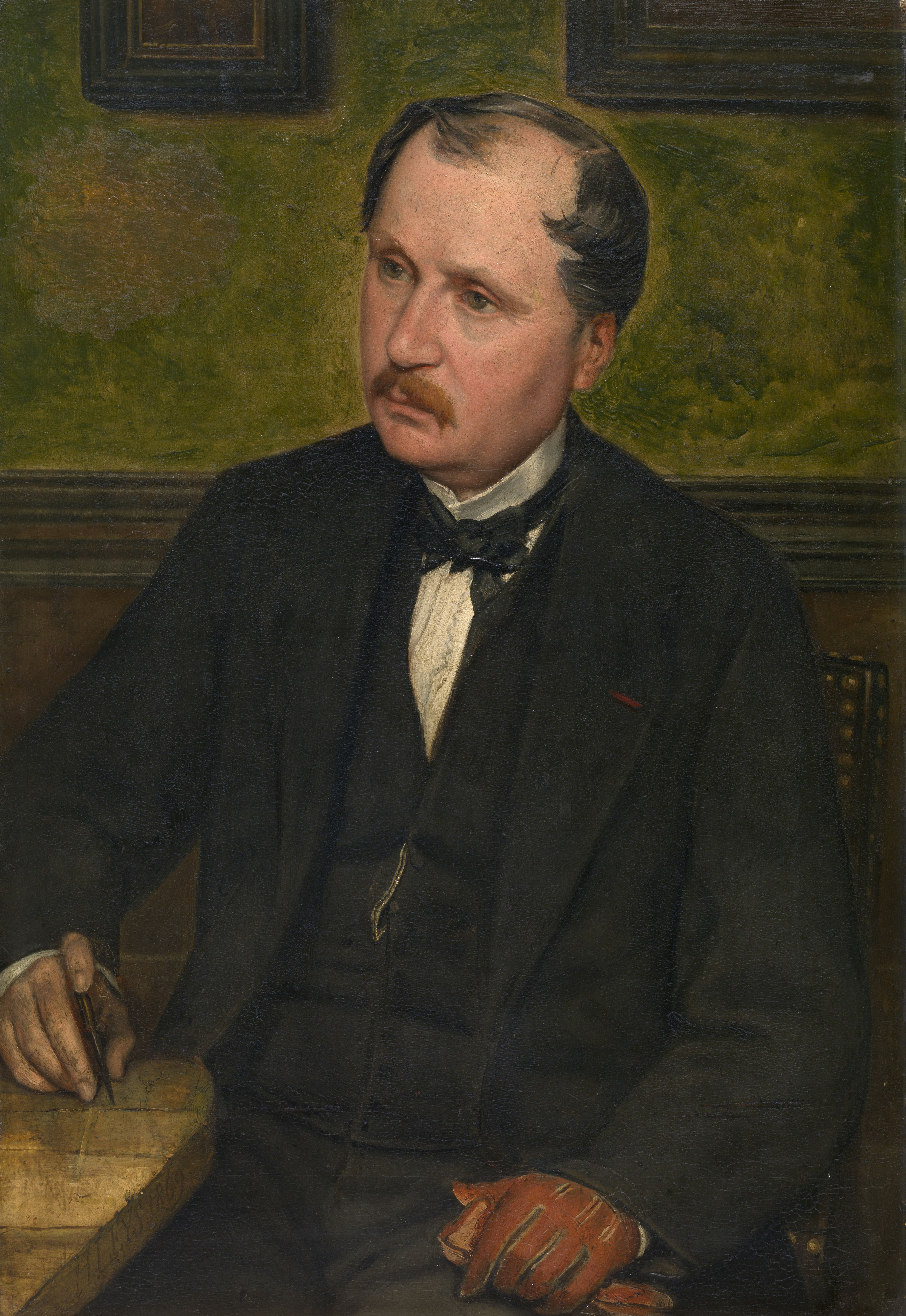
Retrato por Henri Leys (1815-1869)

Alphonse Hubert François Balat (Doische, 15 de maio de 1818 — Elsene, 16 de setembro de 1895) foi um arquiteto belga.

## Biografia
Balat estudou na Academia de Namur e obteve seu diploma de arquitetura pela Academia da Antuérpia, em 1838. No ano seguinte, residiu em Paris por um período de um ano, mas regressou à Bélgica por causa da morte dos pais. Logo foi descoberto pela nobreza de Valônia, para a qual construiu e renovou vários castelos, entre eles o Castelo de Jehay-Bodegnée, em Amay. Em termos de estilo arquitetônico, tais construções frequentemente tinham elementos do Renascimento e do Neoclassicismo. Nos interiores, ele também usou elementos dos estilos Luís XV e Luís XVI.
Em 1846, Balat fixou-se em Bruxelas. Dois anos mais tarde, foi introduzido à família real belga, que notou seu trabalho. Em 1852, ele foi apontado arquiteto do duque de Brabante, mais tarde rei Leopoldo II. Em 1856, construiu o palácio da marquesa de Assche (Asse), que possui uma áustera fachada em estilo Neo-Renascença inspirada pelo Palácio Farnese em Roma.
A maioria das residências particulares que projetou foi demolida durante o século XX.
Depois que Leopoldo II ascendeu ao trono em 1865, Balat tornou-se se principal arquiteto, criando suntuosos salões para o Palácio Real de Bruxelas, tais como o Salão do Trono, a Grande Escadaria e a Grande Galeria. Para essas realizações, seguiu o exemplo das residências reais francesas. Balat criou a fachada de trás do palácio e as fachadas dos pátios. Seu projeto para a fachada principal do Palácio Real foi bastante influenciada por Ange-Jacques Gabriel, mas não chegou a ser executada por causa de sua morte em 1895. Foi posteriormente alterada e completada por Henri Maquet.
Seu projeto arquitetônico mais bem-sucedido foi, sem dúvida, as Estufas Reais de Laeken, um grande complexo de prédios em forma de domos, feitos de ferro e vidro. Trabalhando com materiais como ferro e vidro, Balat foi obrigado a deixar sua postura "clássica", o que estimulou a imaginação do arquiteto. Introduziu às construções de ferro motivos decorativos derivados de plantas e flores. Isso formou o primeiro passo da Art Nouveau, que foi aprofundada por Victor Horta, aprendiz de Balat.

## Galeria

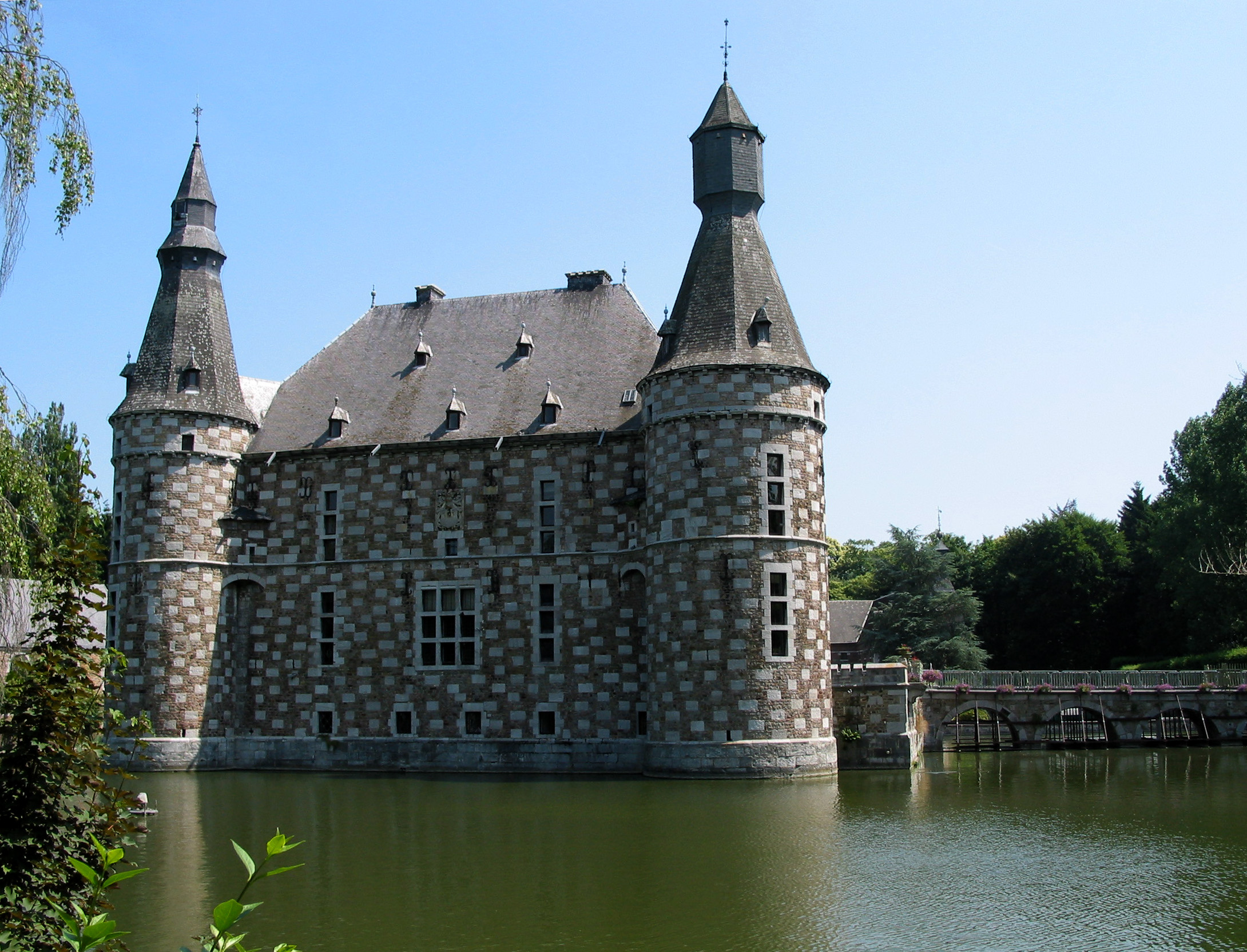
Jehay-Bodegnée, renovado por Balat
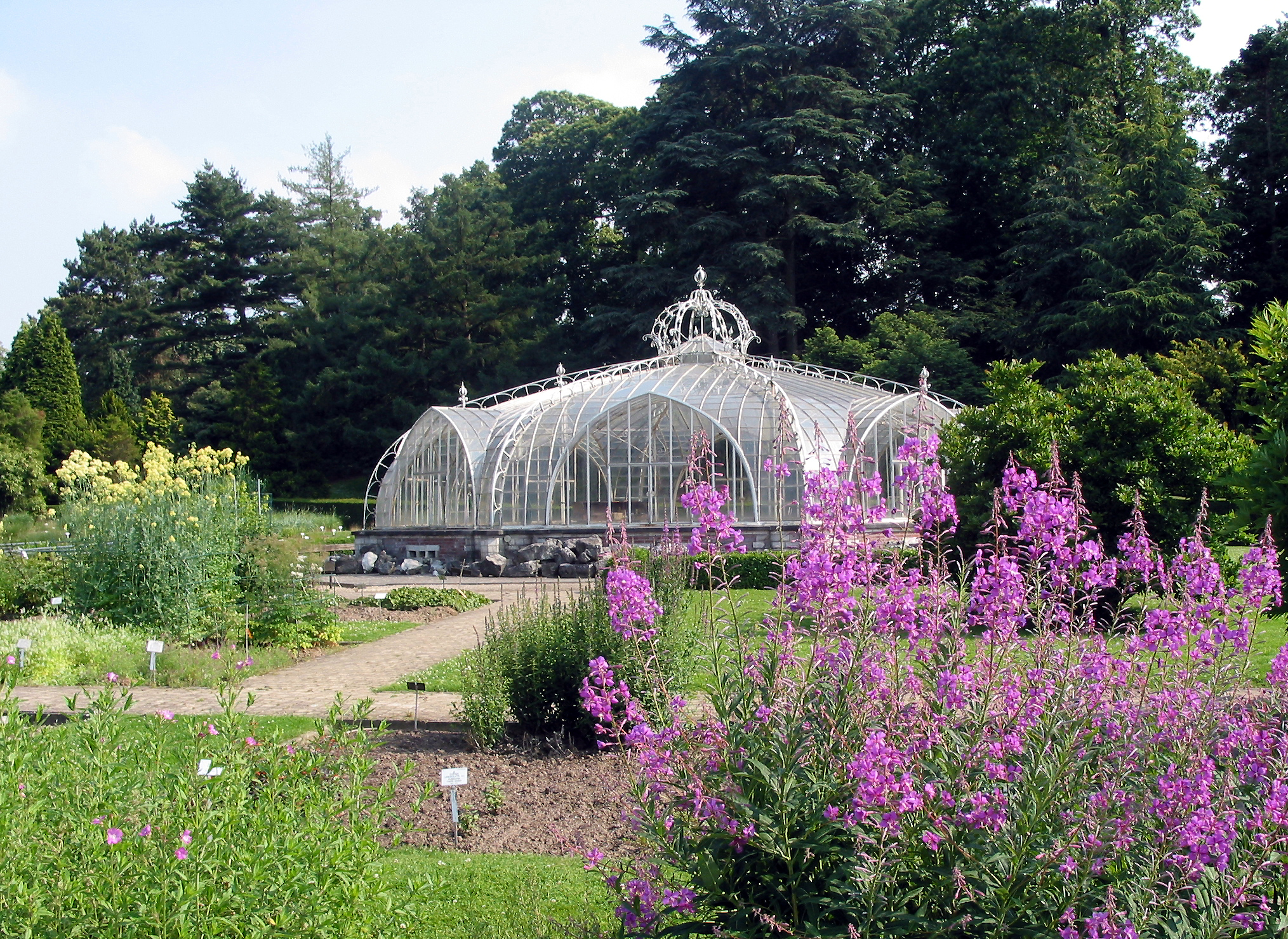
Estufa "Victoria Regia", projetada por Balat
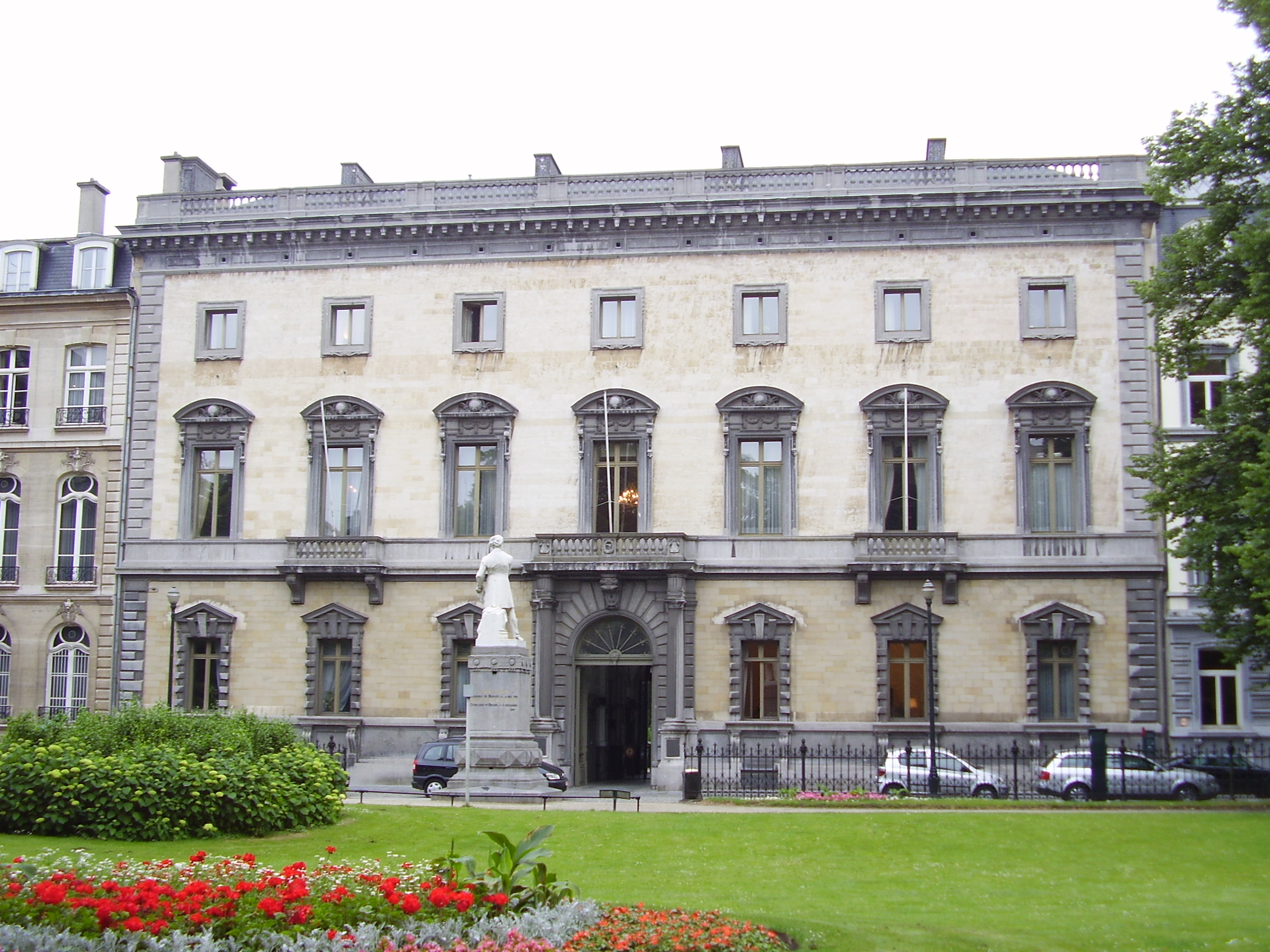
Palácio da marquesa de Assche
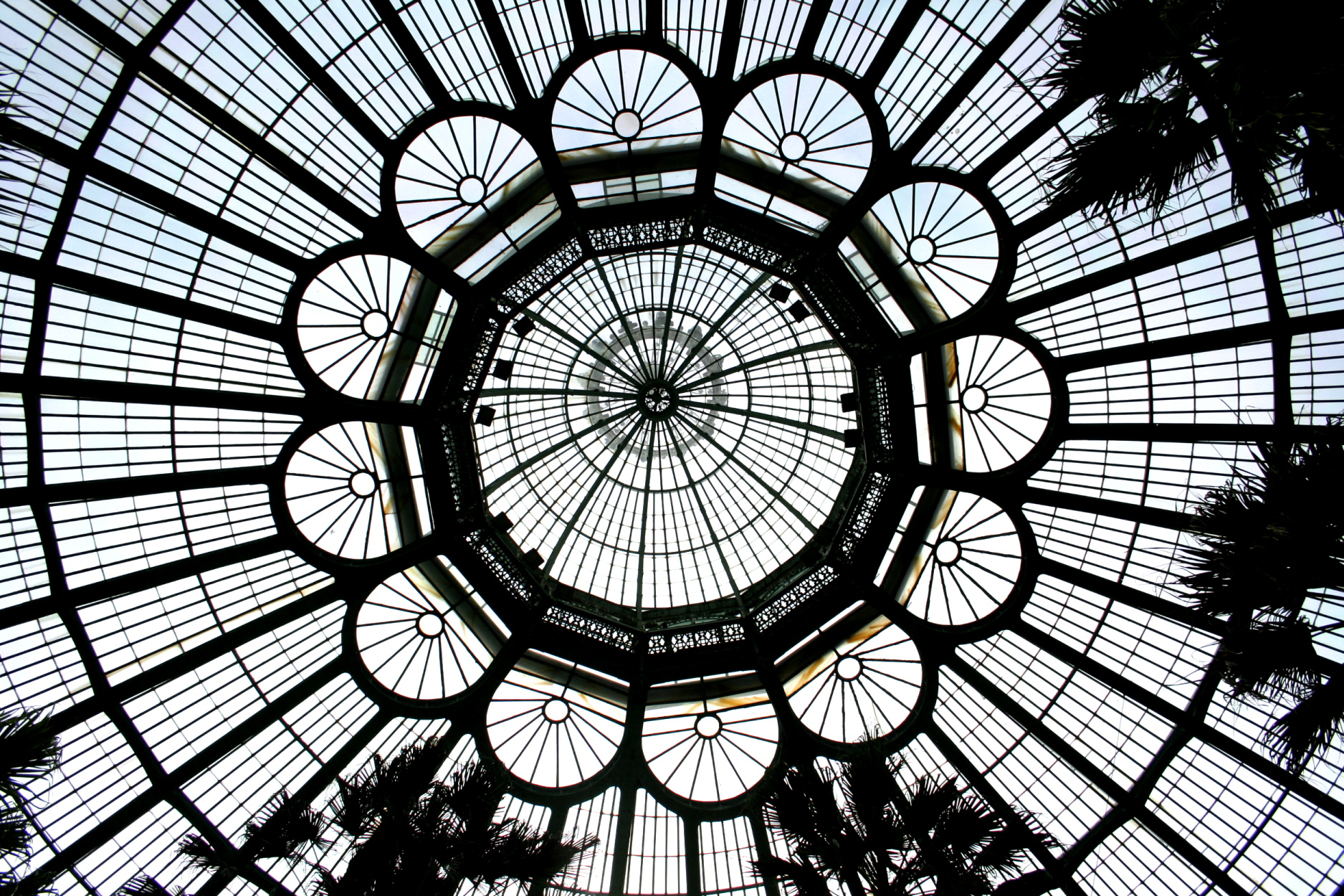
Teto das Estufas Reais